# Aquarium
 For alternative betydninger, se Akvarium (flertydig). (Se også artikler, som begynder med Akvarium)
Aquarium er Aquas debutalbum, som blev udgivet i Danmark den 26. marts 1997. Albummet indeholder megahittet "Barbie Girl", som var med til at gøre dem verdenskendte på rekord tid. Det solgte eksemplarer 250.000 i Danmark i 1997, hvilket gjorde det til det bedst sælgende album dette år. I Danmark havde albummet i 2007 rundet 420.000 solgte eksemplarer, hvilket gør det til det tredje mest solgte album i Danmark nogensinde. Dette er kun overgået af Kim Larsen-albummene Midt om natten (1983) og Forklædt som voksen (1986). Ifølge andre kilder har Shu-bi-duas album Shu-bi-dua 4 (1977) solgt over 500.000 eksemplarer og er det mest sælgende danske album, hvilket vil gøre Aquarium til det fjerde bedst sælgende danske album.

## Spor
| Aquarium | Aquarium                | Aquarium                                                   | Aquarium                                                      | Aquarium | Aquarium | Aquarium | Aquarium | Aquarium | Aquarium |
| #        | Titel                   | Sangskriver(e)                                             | Producer                                                      | Længde   |          |          |          |          |          |
| -------- | ----------------------- | ---------------------------------------------------------- | ------------------------------------------------------------- | -------- | -------- | -------- | -------- | -------- | -------- |
| 1.       | "Happy Boys & Girls"    | S.Rasted, C.Norreen, R.Dif, L.Nystrøm                      | Johnny Jam, Delgado, S.Rasted, C.Norreen                      | 3:37     |          |          |          |          |          |
| 2.       | "My Oh My"              | S.Rasted, C.Norreen, R.Dif                                 | Johnny Jam, Delgado, S.Rasted, C.Norreen                      | 3:25     |          |          |          |          |          |
| 3.       | "Barbie Girl"           | S.Rasted, C.Norreen, R.Dif                                 | Johnny Jam, Delgado, S.Rasted, C.Norreen                      | 3:16     |          |          |          |          |          |
| 4.       | "Good Morning Sunshine" | S.Rasted, C.Norreen, R.Dif                                 | Johnny Jam, Delgado, S.Rasted, C.Norreen                      | 4:03     |          |          |          |          |          |
| 5.       | "Doctor Jones"          | S.Rasted, C.Norreen, R.Dif, A.Øland                        | Johnny Jam, Delgado, S.Rasted, C.Norreen                      | 3:22     |          |          |          |          |          |
| 6.       | "Heat of the Night"     | S.Rasted, C.Norreen                                        | Johnny Jam, Delgado, S.Rasted, C.Norreen, Hartmann & Langhoff | 3:33     |          |          |          |          |          |
| 7.       | "Be a Man"              | S.Rasted, C.Norreen, L.Nystrøm                             | T.Ekman, P.Adebratt                                           | 4:22     |          |          |          |          |          |
| 8.       | "Lollipop (Candyman)"   | S.Rasted, C.Norreen, L.Nystrøm, R.Dif, Hartmann & Langhoff | Johnny Jam, Delgado, S.Rasted, C.Norreen                      | 3:35     |          |          |          |          |          |
| 9.       | "Roses Are Red"         | S.Rasted, C.Norreen, L.Nystrøm, R.Dif, Hartmann & Langhoff | Hartmann & Langhoff                                           | 3:43     |          |          |          |          |          |
| 10.      | "Turn Back Time"        | S.Rasted, C.Norreen                                        | Johnny Jam, Delgado, S.Rasted, C.Norreen                      | 4:09     |          |          |          |          |          |
| 11.      | "Calling You"           | S.Rasted, C.Norreen, R.Dif, Hartmann & Langhoff            | Johnny Jam, Delgado, S.Rasted, C.Norreen, Hartmann & Langhoff | 3:33     |          |          |          |          |          |
| 40:38    |                         |                                                            |                                                               |          |          |          |          |          |          |

## Hitlister og certificeringer
| Hitliste (1997–98)                                | Højeste placering |
| ------------------------------------------------- | ----------------- |
| Australien (ARIA)                                 | 1                 |
| Belgien (Ultratop Flanderen)                      | 4                 |
| Belgien (Ultratop Vallonien)                      | 3                 |
| Canada (Canadian Albums Chart)                    | 1                 |
| Danmark (Album Top 40)                            | 1                 |
| Europa (European Top 100 Albums)                  | 4                 |
| Finland (Musiikkituottajat)                       | 2                 |
| Frankrig (SNEP)                                   | 11                |
| Holland (Album Top 100)                           | 6                 |
| Irland (Irish Albums Chart)                       | 6                 |
| Italien (Federazione Industria Musicale Italiana) | 1                 |
| Japan (Oricon)                                    | 41                |
| Malaysia (Malaysian Albums Chart)                 | 3                 |
| New Zealand (RIANZ)                               | 1                 |
| Norge (VG-lista)                                  | 1                 |
| Portugal (Associação Fonográfica Portuguesa)      | 5                 |
| Schweiz (Schweizer Hitparade)                     | 3                 |
| Storbritannien (Official Charts Company)          | 6                 |
| Spanien (Productores de Música de España)         | 3                 |
| Sverige (Sverigetopplistan)                       | 1                 |
| Tyskland (Media Control)                          | 6                 |
| USA Billboard 200                                 | 7                 |
| Østrig (Ö3 Austria)                               | 4                 |

| Hitliste (1998)          | Placering |
| ------------------------ | --------- |
| Tyskland (Media Control) | 19        |

| Land | Certificering | Salg       |
| --- | ------------- | ---------- |
| Canada (Music Canada) | Diamond       | 1,083,000  |
| Finland (Musiikkituottajat) | 2× Platinum   | 72,757     |
| Frankrig (SNEP) | Platinum      | 471,000    |
| Storbritannien (BPI) | Platinum      | 501,000    |
| Opsummering |               |            |
| Europa (IFPI) | 4× Platinum   | 4.000.000* |
| *Salgstal baseret på certificering alene. ^Forsendelsestal baseret på certificering alene. xUspecificerede tal baseret på certificering alene. |               |            |